# Майська сільська рада (Романовський район)
Ма́йська сільська рада (рос. Майский сельский совет) — сільське поселення у складі Романовського району Алтайського краю Росії.
Адміністративний центр — селище Майський.

## Населення
Населення — 446 осіб (2019; 507 в 2010, 580 у 2002).

## Склад
До складу сільської ради входять:
| Населений пункт           | Населення, осіб (2002) | Населення, осіб (2010) |
| ------------------------- | ---------------------- | ---------------------- |
| Майський, селище          | 437                    | 469                    |
| Пам'ять Комунарів, селище | 143                    | 38                     |